# المكوار العراقي
المگوار أو المگيار كما تلفظ باللهجة العراقية، وهي عبارة عن عصا غليظة يوضع في أحد أطرافها مادة القير مكونة كرة صلبة في أعلاها تشبه المطرقة، كانت تستخدم كسلاح بسيط للدفاع عند العشائر العراقية قديماً، واشتهرت في استعمالها ضد الإنجليز إبان ثورة العشرين في جنوب العراق وخاصة في مناطق الفرات الأوسط، أما اليوم فتستخدم كتراث يتم وضعه في مضائف ودواوين العشائر العراقية معطيًا منظرًا يعبر عن شجاعة وهيبة العشيرة مفتخرين بتاريخهم البطولي.

## مكوناته
يتكون من عصا غليظة تنتهي بكرة من القطران (القار مع اضافه الرماد الابيض بالهجه العراقيه الخفت)، ويعد سلاحاً شخصياً في الاشتباكات عن قرب. وأحيانًا يزود بمسامير مدببة.

## الأهمية والشهرة
المكوار له أهمية تاريخية في تاريخ الشعب العراقي عندما تلاحم ثوار ثورة العشرين ضد الجيش البريطاني، وله أهزوجته ما زالت خالدة ليومنا هذا «الطوب أحسن لو مكواري»، ومعنى الطوب: هو المدفع البريطاني. ويعد سلاحاً شخصياً لدى اغلب القرى العراقية.

## من أهازيج المقوار
من الهوسات التي كانت تطلق من قبل الثوار أبان ثورة العشرين بحق آلة المقوار: 

## من قصص المقوار
من حكايات الطرفة قيل ذات يوم غضب السلطان العثماني عبد الحميد، على أحد كبار زُرّاعي الشلب في مدينة العمارة، فأمر بنفيه إلى مدينة من مدن البوسنة والهرسك، ملاصقة لبلاد النمسا، ومكث هناك اثنتي عشرة سنة، ثم رضي عنه السلطان وعفا عنه، وأذن له بالعودة إلى بلده، ومرّ ببغداد فأراد أن يظهر قومه وأتباعه على مقدار ما أفاد من مدنية وتقدم من جراء إقامته في أوروبا، فذهب إلى سوق الصاغة وأوصى أن يصوغ له مكواراً من الفضة.